# People Next Door
People Next Door ist ein Drama des britischen Autors Henry Adam.
Das Stück wurde im Traverse Theatre in Edinburgh uraufgeführt und erlebte im Schauspielhaus Zürich am 21. Januar 2005 in der Übersetzung von Stephan Wetzel seine Erstaufführung in deutscher Sprache.

## Inhalt
Der arbeitsscheue Nigel lebt allein in einer Sozialwohnung. Er hat es sich mit seinen Drogen und der Xbox vor dem Fernseher gemütlich gemacht. Die Welt draußen ist nach dem 11. September in einen Zustand latenter Paranoia verfallen, doch Nigel hat davon nichts mitgekriegt. Er lebt in friedlicher Koexistenz mit der resoluten Witwe Mrs McCallum, die ein strenges Regiment im Treppenhaus führt, sowie mit seinem Kumpel Marco, der Nigels Faszination für Fernsehhelden, Gangsta-Rap und Videogames teilt. 
In diese Idylle platzt der skrupellose Inspektor Phil, ein korrupter Cop, der wild entschlossen ist, sich im Kampf gegen den internationalen Terrorismus zu profilieren. Er zwingt Nigel, als Polizeispitzel in verdächtige muslimische Kreise vorzudringen und stört den nachbarschaftlichen Kosmos nachhaltig, denn auch Mrs McCallum und Marco werden in die Sache hineingezogen. Schließlich werden aus Nachbarn eingeschworene Komplizen, die sich weder vom Gespenst des allgegenwärtigen Terrors noch von den nicht minder bedrohlichen staatlichen Autoritäten einschüchtern lassen.

## Ausgaben
- Henry Adam: The people next door. Nick Hern Press, London 2003, ISBN 1-85459-767-1.